# Simfonies de París
Les simfonies de París són un conjunt de sis simfonies escrites per Joseph Haydn a partir de l'encàrrec del Chevalier de Sant-Georges, que exercia de director musical de l'orquestra Le Concert de la Loge Olympique, en representació del seu mecenes, el Comte D'Ogny, Gran Mestre de la Lògia Masònica Olympique. L'onze de gener de 1786 les simfonies van ser interpretades per l'Olympique a les Teuleries, sota la direcció de Sant-Georges.

## Les Simfonies
Les simfonies són:
- Simfonia Núm. 82 en Do Major, L'Ós (1786)
- Simfonia Núm. 83 en Sol menor La Gallina (1785)
- Simfonia Núm. 84 en Mi♭ Major, In Nomine Domini (1786)
- Simfonia Num. 85 en Si♭ Major, La Reina (1785)
- Simfonia Num. 86 en Re Major (1786)
- Simfonia Num. 87 en La Major (1785)

## Història
Les simfonies de Haydn eren molt conegudes a París, ja que hi havien estat publicades ja des de 1764. Tal com explica H. C. Robbins Landon "Durant els primers mesos de 1780 les simfonies de Haydn van ser interpretades als diversos concerts parisencs amb èxit invariable i nombroses cases editorials  — entre elles Guera de Lyon, Sieber, Boyer, Le Duc i Imbault a París, — publicaven cada nova obra simfònica de Haydn tan aviat com els arribava una còpia a les mans."
La feina va ser composta per a la gran orquestra parisenca anomenada Le Concert de la loge Olympique (Orquestra de la Lògia (Masònica) Olímpica). Aquesta orquestra estava formada en part per músics professionals i en part per aficionats amb bon nivell. Comptava amb 40 violins i deu contrabaixos: una mida extraordinària per una orquestra de l'època. (El conjunt del propi Haydn a Esterházy mai va superar els 25 músics en total).  Les actuacions eren patrocinades per la reialesa, incloent-hi la Reina Maria Antonieta, a qui va agradar especialment la Simfonia Núm. 85, donant origen al pseudònim amb el qual es coneix aquesta peça.
La persona responsable d'encarregar les simfonies a Haydn fou Claude-François-Marie Rigoley, Comte d'Ogny, un jove aristòcrata. El comte, que tocava el violoncel a l'orquestra, havia crescut en una famíliamolt musical: el seu pare tenia una gran col·lecció de manuscrits musicals, que s'havia utilitzat com a biblioteca del Concert des Amateurs fins que es va dissoldre el 1781, per a ser substituït pel Concert Olympique. 
Les negociacions reals amb Haydn va ser dutes a terme, a petició d'Ogny, per Joseph Bologne. el Chevalier de Sant-Georges, conegut director de l'Orquestra Olympique. Haydn va rebre com a pagament 25 lluïsos d'or per cada simfonia i 5 lluïsos més pels drets de publicació francesos; la suma sembla que va ser molt satisfactoria per Haydn, ja que la manca de lleis de copyright a l'època li va impedir, en altres ocasions, de treure profit de la seva popularitat com a compositor.
Les Simfonies 85-87 van tornar a ser publicades aviat quan el 1788, l'empresa britànica Longman & Broderip, les va editar dedicades al Duc de York i donant-los l'opus 52.

## Recepció
Segons el compositor Giuseppe Maria Cambini, que tocava en l'orquestra, els músics més bons dins Paris va actuar en l'estrena de les simfonies. Les simfonies van ser publicades a París per Sieber. Les obres es van fer molt populars tant entre el públic com a la premsa, i aviat es publicarien a Londres i Viena.
Un crític anònim del Mercure de França va elogiar particularment l'habilitat de Haydn a l'hora d'escriure exposicions "monotemàtiques" de sonata (veure forma de sonata): "aquest gran geni, que dins de cada una de les seves peces sap com dibuixar desenvolupaments tan rics i variats a partir d'un tema únic —molt diferent d'aquells compositors estèrils que passen contínuament d'una idea a una altra per manca de saber com presentar una idea en formes diverses".
Els crítics moderns també aprecien les obres. Robbins Landon les considera "una fusió notable de brillantor, elegància i escalfor." Charles Rosen escriu "no hi ha un sol moment d'aquestes grans obres que no estigui marcat per l'enginy de Haydn; i el seu enginy ara ha crescut tan potent i tan eficaç que ha esdevingut una mena de passió, una força immediatament omnívora i creativa."